# IC 5218
IC 5218 је спирална галаксија у сазвјежђу Тукан која се налази на листи објеката дубоког неба у Индекс каталогу.
Деклинација објекта је - 60° 23' 41" а ректасцензија 22h 28m 5,8s. Привидна величина (магнитуда) објекта IC 5218 износи 14,3 а фотографска магнитуда 15,1. IC 5218 је још познат и под ознакама ESO 146-26, IRAS 22248-6038, PGC 68927.